# Bohuše z Kunštátu
Bohuše z Kunštátu byl moravský šlechtic z rodu pánů z Kunštátu.

## Život
Jeho otcem byl Kuna ze Zbraslavi a Kunštátu. 
O Bohušovi toho historici moc nevědí, rodokmeny tohoto pokolení jsou postaveny víceméně na dohadech a jsou nepřesné. Víme, že starším Bohušovým bratrem byl Boček I. z Jevišovic, zakladatel jevišovické rodové větve. Dále je známo, že druhým bratrem Bohuše byl Kuna z Kunštátu připomínaný k roku 1289. Sám Bohuše se uvádí v roce 1283.
Bratři Bohuše a Kuna žili společně na hradě Kunštát, nejsou známy jejich manželky a spolehlivě nelze určit ani potomky. Jsou známá dvě jména dalšího pokolení – Jan z Kunštátu a Gerhard z Kunštátu. Zda se jednalo v jednotlivých případech o syny Bohuše, či Kuny, nelze přesvědčivě určit. Je však velmi pravděpodobné, že se v případě Jana a Gerharda jednalo o bratrance, nikoliv o bratry.